# Ana Brenda Contreras
Ana Brenda Contreras (McAllen, Texas, 1986. december 24. –) mexikói származású amerikai színésznő és énekesnő.

## Élete és pályafutása
1986. december 24-én született Texasban. 15 évesen  Mexikóvárosba költözött, hogy részt vegyen a Pop Stars című valóságshow-ban, ahol végül döntős lett. 2003-ban csatlakozott a  Televisa színitanodájához. Legelső szerepét 2005-ben kapta a Barrera de amor című teleregényben, majd ezt követte 2006-ban a Duelo de pasiones. 2008-ban szerepelt a Divina confusión című teleregényben, amelyben Bibi szerepét játszotta. 2008-2009-ben szerepelt a Juro que te amo című sorozatban, melyben Violeta Madrigal-t alakította. 2009-ben három tévésorozatban is szerepelt: a Mujeres asesinas-ban, a Cabeza de Buda-ban és a Sortilegio-ban (Kettős játszma), utóbbiban Maura Albarrán szerepét játszotta. Ebben a sorozatban együtt szerepelt William Levy-vel és Jacqueline Bracamontessel. Legújabb teleregénye a Teresa, amelyben Aurora Alcázar szerepét kapta meg, ebben együtt játszott Angelique Boyerrel. A magyar nézők leginkább a Kettős játszma című teleregényből ismerhetik. 2011-ben a  La que no podía amar című telenovellában Ana Paulát, a főszereplőt testesíti meg. 2013-ban szintén főszerepet kapott a Corazón Indomable című telenovellában Daniel Arenas mellett. 2014-ben a Volando Bajo című film főszerepét kapta meg. Emellett ebben az évben műsorvezetői szerepet is kap a Premios Juventud nevű Miamiban az Univision csatorna által közvetített adásban.

## Magánélete
Ana Brendának volt kapcsolata Alexis Ayala színésszel, aki jóval idősebb nála. 2006-2009-ig alkottak egy párt. 2010-ben összejött Julio Ramírez zenésszel, akivel 2010-2011-ig voltak együtt. 2012-ben újra rátalált a szerelem Daniel Krauze személyében, akivel 3 hónapot élt meg a kapcsolatuk. 
2013-ban ismerte meg a híres mexikói torreádort, Alejandro Amayát, akivel pár hét együtt járás után összeköltöztek, és mindössze öt hónap után össze is házasodtak Las Vegasban. 2014 májusában Ana Brenda bejelentette, hogy nem csak a régóta tervezett egyházi szertartást mondták le, hanem a polgári esküvőjüket is felbontják.

## Filmográfia

### Televízió
| Év        | Cím                                     | Szerepnév                                                                  | Magyar hang   | TV stúdió |
| --------- | --------------------------------------- | -------------------------------------------------------------------------- | ------------- | --------- |
| 2005      | Barrera de amor                         | Juana "Juanita" Sánchez                                                    |               | Televisa  |
| 2006      | Duelo de Pasiones                       | Sonia                                                                      |               | Televisa  |
| 2008–2009 | Juro Que Te Amo                         | Violeta Madrigal Campero                                                   |               | Televisa  |
| 2009      | Mujeres asesinas                        | Marcela Garrido                                                            |               |           |
| 2009      | Tiempo final                            | Ismeretlen szerep                                                          |               |           |
| 2009      | Kettős játszma (Sortilegio)             | Maura Albarrán                                                             | Martin Adél   | Televisa  |
| 2010–2011 | Teresa                                  | Aurora Alcazár Coronel de Sánchez                                          | Madarász Éva  | Televisa  |
| 2011–2012 | Megkövült szívek (La que no podia amar) | Ana Paula Carmona-Galván Flores de Montero                                 | Huszárik Kata | Televisa  |
| 2013      | Maricruz (Corazón Indomable)            | María de la Cruz "Maricruz" Olivares Cruz/María Alejandra Mendoza Olivares | Trokán Nóra   | Televisa  |
| 2015      | Veronica aranya (Lo imperdonable)       | Verónica Prado-Castelo de San Telmo                                        | Trokán Nóra   | Televisa  |
| 2016–2017 | Blue Demon                              | Gregoria "Goyita" Vera                                                     |               | Televisa  |
| 2018–2019 | Por amar sin ley                        | Alejandra Ponce                                                            |               | Televisa  |
| 2018–2019 | Dynasty                                 | Cristal Jennings                                                           |               |           |
| 2020–2022 | Tu cara me suena                        | Önmaga                                                                     |               |           |
| 2020      | Vészhelyzet Mexikóban                   | Alejandra Ponce                                                            |               |           |
| 2022      | Toda la sangre                          | Edith Mondragón                                                            |               |           |
| 2023      | El Conde: Amor y honor                  | Mariana Zambrano                                                           |               |           |

### Film
- 2022  Reviviendo la Navidad - Daniela
- 2019  Wingbeat - Anya
- 2017  El que busca encuentra - Esperanza Medina
- 2014  Volando bajo - Mariana Arredondo
- 2009  Sombra de Luna - Isabel
- 2009  Cabeza de Buda  - Guest 2
- 2008  Divina confusión - Bibi

## Színház
- Aladino
- Vaselina
- Timbiriche el Musical

## Díjak és jelölések
Diosas de Plata-díj
| Év   | Kategória               | Jelölt mű        | Eredmény |
| ---- | ----------------------- | ---------------- | -------- |
| 2009 | Legjobb női felfedezett | Divina confusión | Nyertes  |

TVyNovelas-díj
| Év                | Kategória                        | Jelölt mű            | Eredmény |
| ----------------- | -------------------------------- | -------------------- | -------- |
| 2011              | Legjobb női mellékszereplő       | Teresa               | Jelölés  |
| 2012              | Legjobb női főszereplő           | La que no podía amar | Jelölés  |
| 2014              | Legjobb női főszereplő           | Corazón Indomable    | Jelölés  |
| Közönség kedvence |                                  |                      |          |
| 2014              | Legszebb nő                      | Corazón Indomable    | Jelölés  |
| 2014              | Kedvenc páros(Daniel Arenasszal) | Corazón Indomable    | Jelölés  |

Premios Juventud-díj
| Év   | Kategória          | Jelölt mű            | Eredmény |
| ---- | ------------------ | -------------------- | -------- |
| 2012 | Álmaim asszonya    | La que no podía amar | Nyertes  |
| 2014 | Álmaim asszonya    | Corazón Indomable    | Jelölés  |
| 2014 | Legjobban öltözött |                      | Nyertes  |

People en Español-díj
| Év   | Kategória                         | Jelölt mű            | Eredmény |
| ---- | --------------------------------- | -------------------- | -------- |
| 2012 | Legjobb színésznő                 | La que no podía amar | Jelölés  |
| 2012 | Legjobb páros (Jorge Salinasszal) | La que no podía amar | Nyertes  |
| 2013 | Legjobb színésznő                 | Corazón indomable    | Jelölés  |
| 2013 | Legjobb páros (Daniel Arenasszal) | Corazón indomable    | Jelölés  |